# Synagoge (Tost)
Koordinaten: 50° 27′ 20,9″ N, 18° 31′ 6,2″ O
Die ehemalige Synagoge von Tost (polnisch: Toszek) stammte aus dem 19. Jahrhundert und befand sich im Norden der Altstadt.

## Geschichte
Die Toster Synagoge wurde 1836 erbaut, war von außen sehr schlicht gehalten, hatte keine Türme und befand sich direkt angrenzend zwischen zwei Wohnhäusern. Möglich wurde der Bau an dieser Stelle nördlich des Rings, nachdem am 20. Mai 1833 fast sämtliche Gebäude in Tost durch einen Brand zerstört wurden und die Stadt fast komplett wieder neu aufgebaut werden musste. Im selben Jahr wurde auch das Toster Rathaus fertiggestellt.
Am 10. November 1938 wurde sie gegen 2 Uhr in der Nacht durch die Nationalsozialisten angezündet. Während dieser Novemberpogrome wurden auch drei Geschäfte jüdischer Inhaber demoliert und einige Juden deportiert. Die ausgebrannte Synagoge bestand auch noch nach dem Zweiten Weltkrieg und verfiel ohne Nutzung zusehends. In den 1960er Jahren wurde die Ruine abgetragen. Das Grundstück mit der Anschrift ul. Piastowska 13 wurde in den 1970ern verkauft; ein Wohnhaus wurde darauf errichtet.
Am 9. November 2012 wurde eine Gedenktafel vor dem ehemaligen Standort der Synagoge enthüllt.

## Gedenktafel
Inschrift der Gedenktafel:
W tym miejscu w latach 1836 – 1938 znajdowała się Synagoga ✡ Zniszczona przez Niemców hitlerowców w czasie Nocy Kryształowej 9–10 XI 1938 r. - Pamięci toszeckich Żydów - Toszek 9 XI 2012 r.
Übersetzung:
An diesem Ort befand sich in den Jahren 1836 – 1938 eine Synagoge ✡ Zerstört durch die nationalsozialistischen Deutschen während der Kristallnacht am 9./10. Nov. 1938. - Zum Gedenken der Toster Juden - Tost am 9. Nov. 2012.